# Monarquía de Dinamarca
La monarquía de Dinamarca es una institución constitucional y un cargo histórico del Reino de Dinamarca. El Reino incluye Dinamarca propiamente dicha y los territorios autónomos de las Islas Feroe y Groenlandia. El Reino de Dinamarca ya se había consolidado en el siglo VIII, cuyos gobernantes se mencionan constantemente en las fuentes francas (y en algunas fuentes de Frisia tardía) como «reyes» (reges). Bajo el gobierno del rey Gudofredo en 804, el Reino puede haber incluido todas las principales provincias de la Dinamarca medieval.
El actual Reino unificado de Dinamarca fue fundado o reunificado por los reyes vikingos Gorm el Viejo y Harald Blåtand en el siglo X. Originalmente una monarquía electiva, se convirtió en hereditaria recién en el siglo XVII durante el reinado de Federico III. Una transición decisiva a una monarquía constitucional ocurrió en 1849 con la redacción de la primera constitución democrática, reemplazando la gran mayoría de la antigua constitución absolutista. La actual Casa Real es una rama de la Casa ducal de Glücksburg, originaria de Schleswig-Holstein en la actual Alemania, siendo la propia Casa de Glücksburg una rama colateral de la Casa de Oldenburgo. La Casa de Glücksburg también produjo los monarcas de Noruega, de Gran Bretaña y el ex monarca de Grecia en la línea masculina directa.
La monarquía danesa es constitucional y, como tal, el papel del monarca está definido y limitado por la Constitución de Dinamarca. Según la Constitución, la autoridad ejecutiva última sobre el gobierno de Dinamarca sigue siendo por y a través de los poderes reales de reserva del monarca; en la práctica, estos poderes sólo se utilizan de acuerdo con las leyes promulgadas en el Parlamento o dentro de las limitaciones de las convenciones. En la práctica, el monarca se limita a funciones no partidistas, como conceder honores y nombrar formalmente al primer ministro. El monarca y su familia inmediata desempeñan diversas funciones oficiales, ceremoniales, diplomáticas y de representación.
El rey de Dinamarca es Federico X, quien accedió al trono tras la abdicación de su madre, la reina Margarita II, el 14 de enero de 2024. Margarita había subido al trono a la muerte de su padre, el Rey Federico IX, el 14 de enero de 1972. Con su acceso al trono, se convirtió en la primera mujer monarca de Dinamarca desde Margarita I, soberana de los países escandinavos en 1375-1412, durante la Unión de Kalmar. Los nombres regnales daneses han alternado tradicionalmente (desde 1513) entre Federico (Frederik) y Cristián; Margarita había ocupado el lugar de un Cristián, por lo que su hijo y actual rey recibió el nombre de Federico.

## Historia

### Reino temprano

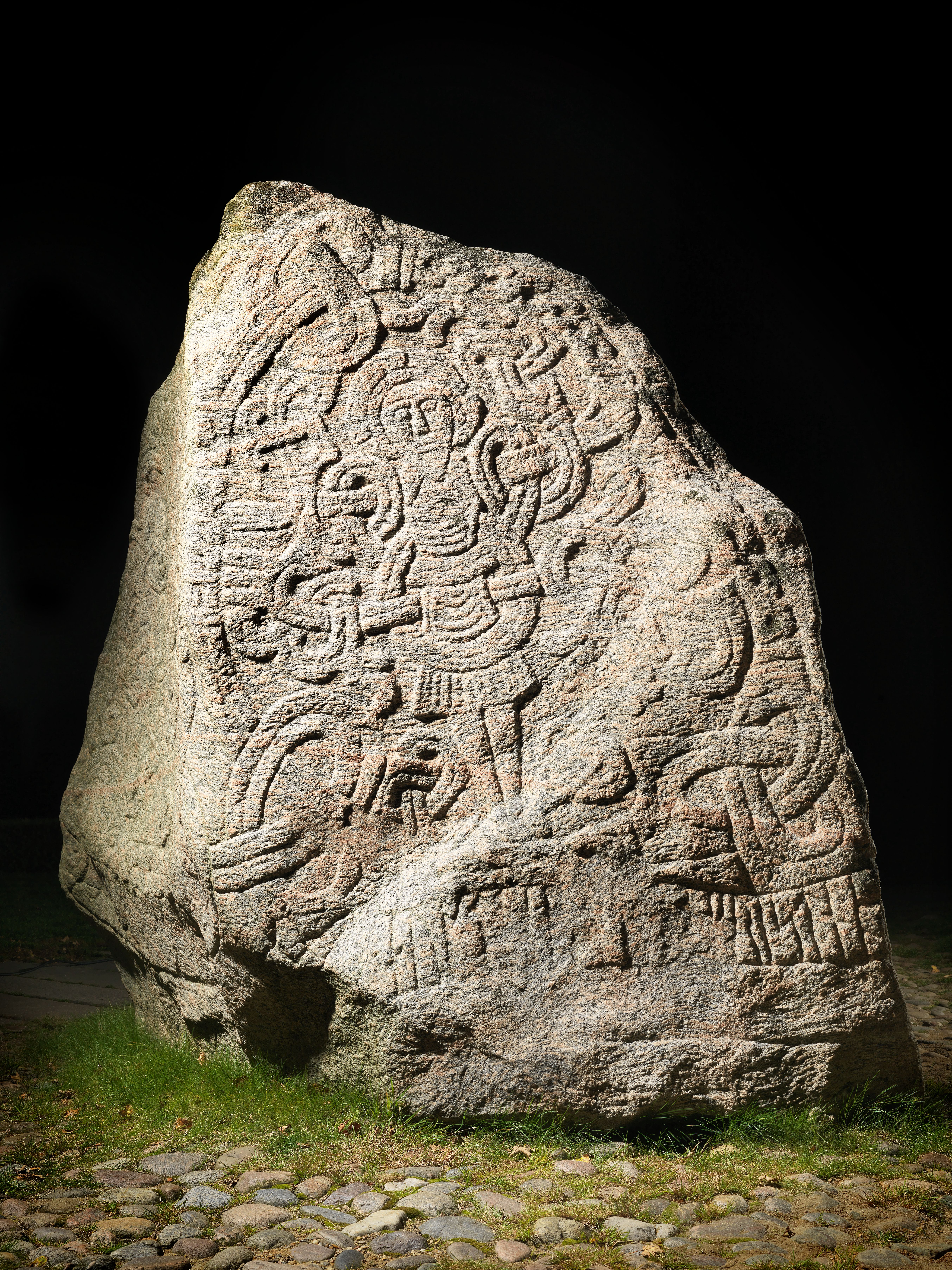
Una de las dos piedras de Jelling, testimonio de la unificación y cristianización de Dinamarca por Harald Blåtand.

La monarquía danesa tiene más de 1 200 años, fundada en el siglo VIII (o antes). El linaje de reyes del moderno reino de Dinamarca se remonta a Harthacnut, padre de Gorm el Viejo (nórdico antiguo: Gormr gamli, danés: Gorm den gamle), que reinó a principios y mediados del siglo x. Sin embargo, el reino en sí es probablemente un par de cientos de años más antiguo que eso.
Los daneses fueron unidos (o más bien reunificados) y cristianizados oficialmente en 965 d. C. por Harald Blåtand, cuya historia está registrada en las piedras de Jelling. Se desconoce la extensión exacta del reino de Harald, aunque es razonable creer que se extendía desde la línea defensiva de Dannevirke, incluida la ciudad vikinga de Hedeby, a través de Jutlandia, las islas danesas y hasta el sur de la actual Suecia; Escania y quizá Halland. Además, las piedras de Jelling atestiguan que Harald también había «ganado» Noruega. El hijo de Harald, Svend Forkbeard, emprendió una serie de guerras de conquista contra Inglaterra, que completó el hijo de Svend, Canuto el Grande, a mediados del siglo xi. El reinado de Canuto representó el apogeo de la era vikinga danesa; su Imperio del Mar del Norte incluía Inglaterra (1016), Dinamarca (1018), Noruega (1028) y ejercía una fuerte influencia sobre la costa nororiental de Alemania.
El último monarca descendiente de Valdemar IV, Cristóbal III de Dinamarca, murió en 1448. El conde Cristián de Oldenburgo, descendiente de Sofía, la hija de la tía de Valdemar IV, Richeza de Dinamarca, señora de Werle, que era hija de Erico V de Dinamarca, fue elegido como su sucesor y se convirtió en el siguiente monarca de Dinamarca, gobernando bajo el nombre de Cristián I. Así pues, Richeza puede considerarse una especie de fundadora femenina de la Casa de Oldenburgo.

### Absolutismo

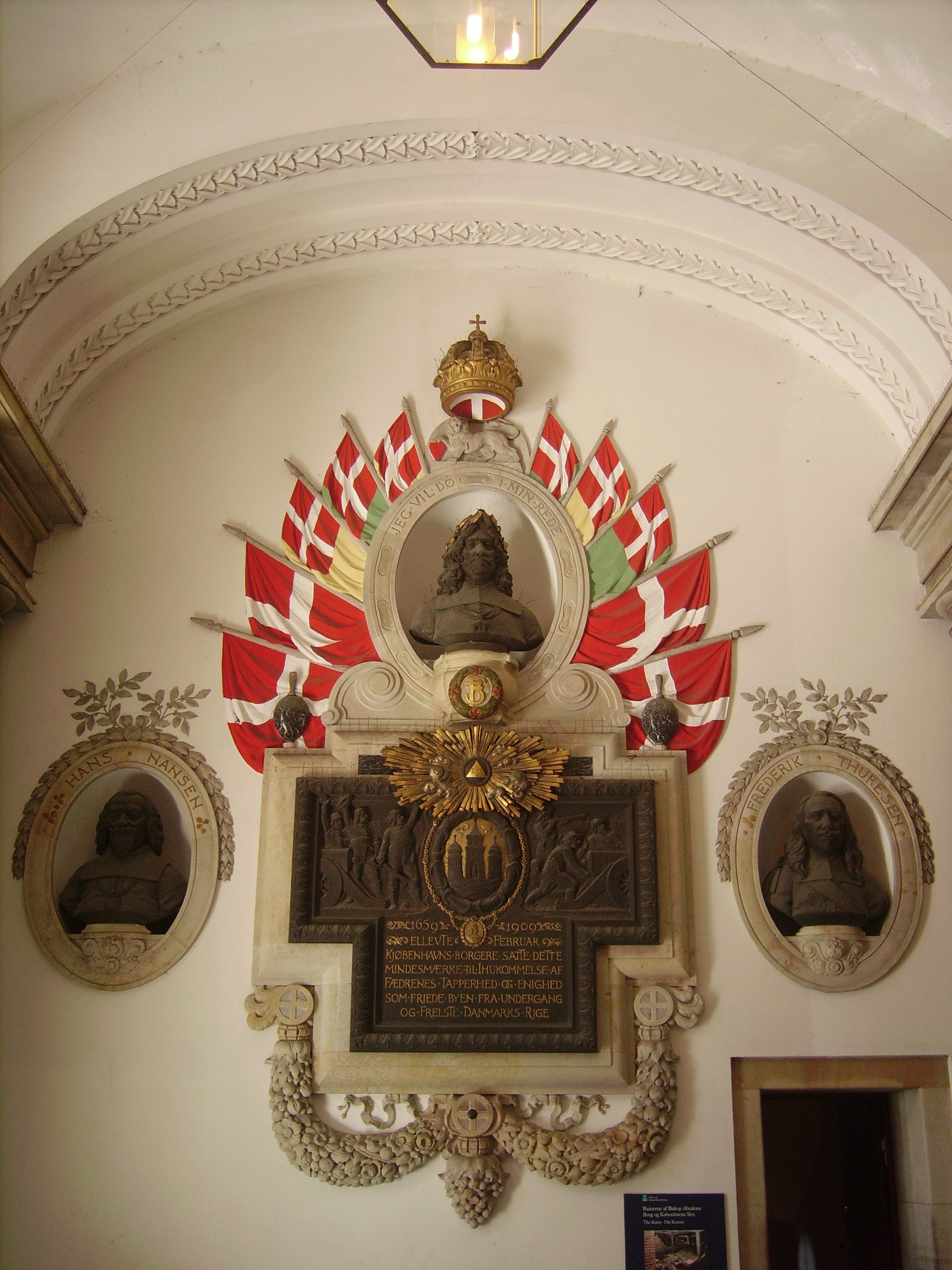
Monumento conmemorativo en el palacio de Christiansborg. Representa a Federico III y conmemora el fallido ataque sueco a Copenhague en 1659.

Originalmente, la monarquía danesa era electiva, pero en la práctica se elegía al hijo mayor del monarca reinante. Posteriormente, el rey firmó una Carta de Coronación para restringir los poderes del monarca danés.
En 1657, durante la Segunda Guerra Nórdica, el rey Federico III lanzó una guerra de venganza contra Suecia que se convirtió en un completo desastre. La guerra se convirtió en un desastre por dos razones: Principalmente, porque el nuevo y poderoso aliado de Dinamarca, los Países Bajos, permaneció neutral, ya que Dinamarca era el agresor y Suecia el defensor. En segundo lugar, los Belts se congelaron en un hecho insólito durante el invierno de 1657-1658, lo que permitió al rey Carlos X Gustavo de Suecia conducir sus ejércitos a través del hielo para invadir Selandia. En el siguiente Tratado de Roskilde, Dinamarca-Noruega capituló y cedió todo el este de Dinamarca (es decir, Skåne, Halland, Blekinge y Bornholm), además de los condados de Bohuslän y Trøndelag en Noruega.
Pero la Segunda Guerra Nórdica aún no había terminado. Tres meses después de la firma del tratado de paz, Carlos X Gustavo celebró un consejo de guerra en el que decidió borrar Dinamarca del mapa y unir toda Escandinavia bajo su dominio. Una vez más, el ejército sueco llegó a las afueras de Copenhague. Sin embargo, esta vez los daneses no entraron en pánico ni se rindieron. Por el contrario, decidieron luchar y se prepararon para defender Copenhague. Federico III se había quedado en su capital y ahora animaba a los ciudadanos de Copenhague a resistir a los suecos, diciendo que «moriría en su nido», en lugar de evacuarse a un lugar seguro en Noruega. Además, esta declaración de guerra no provocada por Suecia desencadenó finalmente la alianza que Dinamarca-Noruega mantenía con los Países Bajos, y una poderosa flota holandesa fue enviada a Copenhague con suministros vitales y refuerzos, lo que salvó a la ciudad de ser capturada durante el ataque sueco.
Carlos X Gustavo murió repentinamente de una enfermedad a principios de 1660, mientras planeaba una invasión de Noruega. Tras su muerte, Suecia firmó la paz en el Tratado de Copenhague (1660). Los suecos devolvieron Trøndelag a Noruega y Bornholm a Dinamarca, pero conservaron los demás territorios ganados dos años antes. Los Países Bajos y otras potencias europeas aceptaron el acuerdo, ya que no querían que Dinamarca controlara ambas costas del estrecho de Øresund. Este tratado estableció las fronteras entre Noruega, Dinamarca y Suecia que siguen existiendo hoy en día. En 1660-1661 se introdujo el absolutismo y la monarquía electiva se transformó de iure en monarquía hereditaria. Una constitución absolutista oficial, en la que el poder absoluto y la sucesión por primogenitura masculina se establecieron en la Ley del Rey (Lex Regia) de 1665.

### Período constitucional

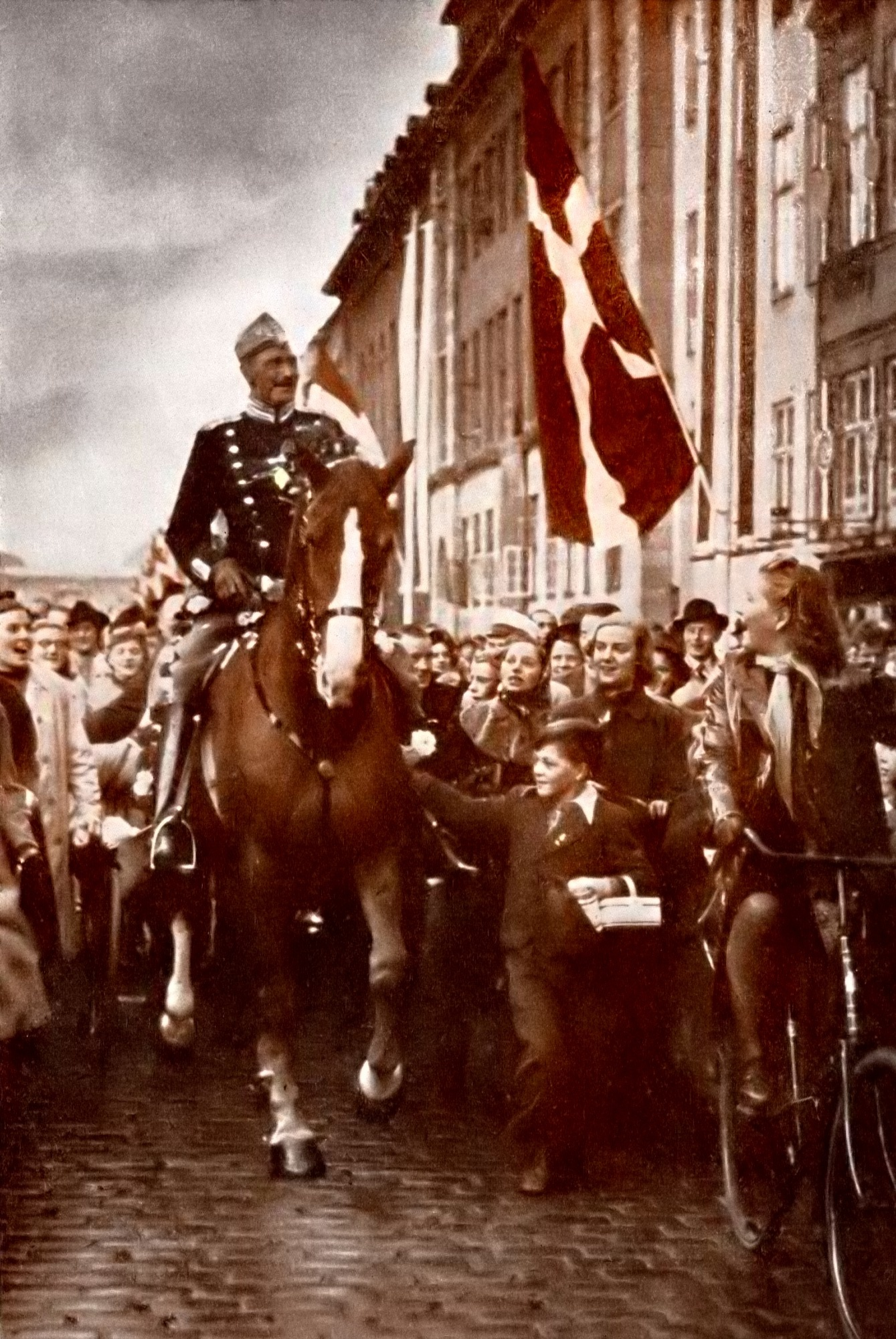
Durante la ocupación alemana de la Segunda Guerra Mundial, el Rey Cristián X se convirtió en un poderoso símbolo de identidad nacional. Esta imagen data del cumpleaños del Rey, el 26 de septiembre de 1940.

Cuando accedió al trono en enero de 1848, el rey Federico VII recibió casi de inmediato las demandas de una constitución y el fin del absolutismo. Los de Schleswig-Holstein querían un Estado independiente, mientras que los daneses deseaban mantener Jutlandia del Sur como zona danesa. Federico VII no tardó en ceder a las demandas danesas y en marzo aceptó el fin del absolutismo, lo que dio lugar a la Constitución de junio de 1849. Durante la Primera Guerra de Schleswig contra las potencias alemanas en 1848-51, Federico apareció como «el líder nacional» y fue considerado casi como un héroe de guerra, a pesar de no haber tomado nunca parte activa en las luchas. El 5 de junio de 1849 se modificó la Constitución, conocida como la Constitución de Junio, para crear el marco de una monarquía constitucional para Dinamarca. Al carecer el rey Federico VII de descendencia legítima, el príncipe Cristián de Glücksborg fue elegido en 1853 heredero presunto al trono danés, con la aprobación de las grandes potencias de Europa, ante la esperada extinción de la línea superior de la Casa de Oldenburgo. Una justificación para esta elección fue su matrimonio con Luisa de Hesse-Kassel, quien, como sobrina de Cristián VIII, era una pariente más cercana al rey titular que su marido.
A la muerte del rey Federico VII de Dinamarca en 1863, Cristián IX accedió al trono como primer monarca danés de la Casa de Glücksburg. Cristián IX llegó a ser conocido como el Suegro de Europa debido a sus lazos familiares con la mayoría de las dinastías gobernantes de Europa: su hija la princesa Alejandra se casó con Eduardo VII del Reino Unido, otra hija la princesa Dagmar se casó con Alejandro III de Rusia y la princesa Thyra se casó con el príncipe heredero Ernesto Augusto de Hannover. Su hijo Vilhelm se convirtió en Jorge I de Grecia. Además, su nieto Carl se convirtió en Haakon VII de Noruega. En la actualidad, la familia real danesa está emparentada con la mayoría de las dinastías reinantes europeas.
La Crisis de Pascua de 1920 fue una crisis constitucional que comenzó con la destitución del gobierno electo por el rey Cristian X, un poder de reserva que le otorgaba la constitución danesa. La causa inmediata fue un conflicto entre el rey y el gabinete sobre la reunificación con Dinamarca de Schleswig, un antiguo feudo danés que se había perdido a manos de Prusia durante la Segunda Guerra de Schleswig. Según los términos del Tratado de Versalles, la disposición de Schleswig debía determinarse mediante dos plebiscitos: uno en Schleswig Septentrional (actual condado danés de Jutlandia Meridional) y otro en Schleswig Central (hoy parte del estado alemán de Schleswig-Holstein). Muchos nacionalistas daneses consideraban que Schleswig Central debía ser devuelto a Dinamarca independientemente de los resultados del plebiscito, generalmente motivados por el deseo de ver a Alemania permanentemente debilitada en el futuro. Cristián X estuvo de acuerdo con estos sentimientos y ordenó al Primer Ministro Carl Theodor Zahle que incluyera a Schleswig Central en el proceso de reunificación. Como Dinamarca funcionaba como una democracia parlamentaria desde el Gabinete de Deuntzer en 1901, Zahle consideró que no tenía ninguna obligación de acatar la orden. Rechazó la orden y dimitió varios días después tras un acalorado intercambio con el rey.
Posteriormente, Cristián X destituye al resto del gobierno y lo sustituye por un gabinete provisional conservador de facto bajo la dirección de Otto Liebe. La destitución provocó manifestaciones y un ambiente casi revolucionario en Dinamarca, y durante varios días el futuro de la monarquía pareció muy dudoso. En vista de ello, se abrieron negociaciones entre el rey y miembros de los socialdemócratas. Ante el posible derrocamiento de la monarquía danesa, Cristián X dio marcha atrás y destituyó a su propio gobierno. Era la última vez que un monarca danés en ejercicio tomaba una decisión ejecutiva sin el apoyo de un gabinete responsable ante el poder legislativo; tras la crisis, Cristián X aceptó su papel drásticamente reducido como jefe simbólico del Estado.
La Ley de Sucesión de 27 de marzo de 1953 se promulgó después de que un referéndum en 1953 introdujera la posibilidad de sucesión femenina y, de hecho, convirtiera a la eventual Margarita II en la heredera presunta y sucesora de su padre, Federico IX, a su muerte en 1972 en lugar de su tío, el príncipe Canuto. Tras un referéndum celebrado en 2009, la Ley de Sucesión se modificó para que la primogenitura dejara de primar al varón sobre la mujer. En otras palabras, el primogénito se convertiría en heredero al trono independientemente de su sexo.

## Papel constitucional y oficial

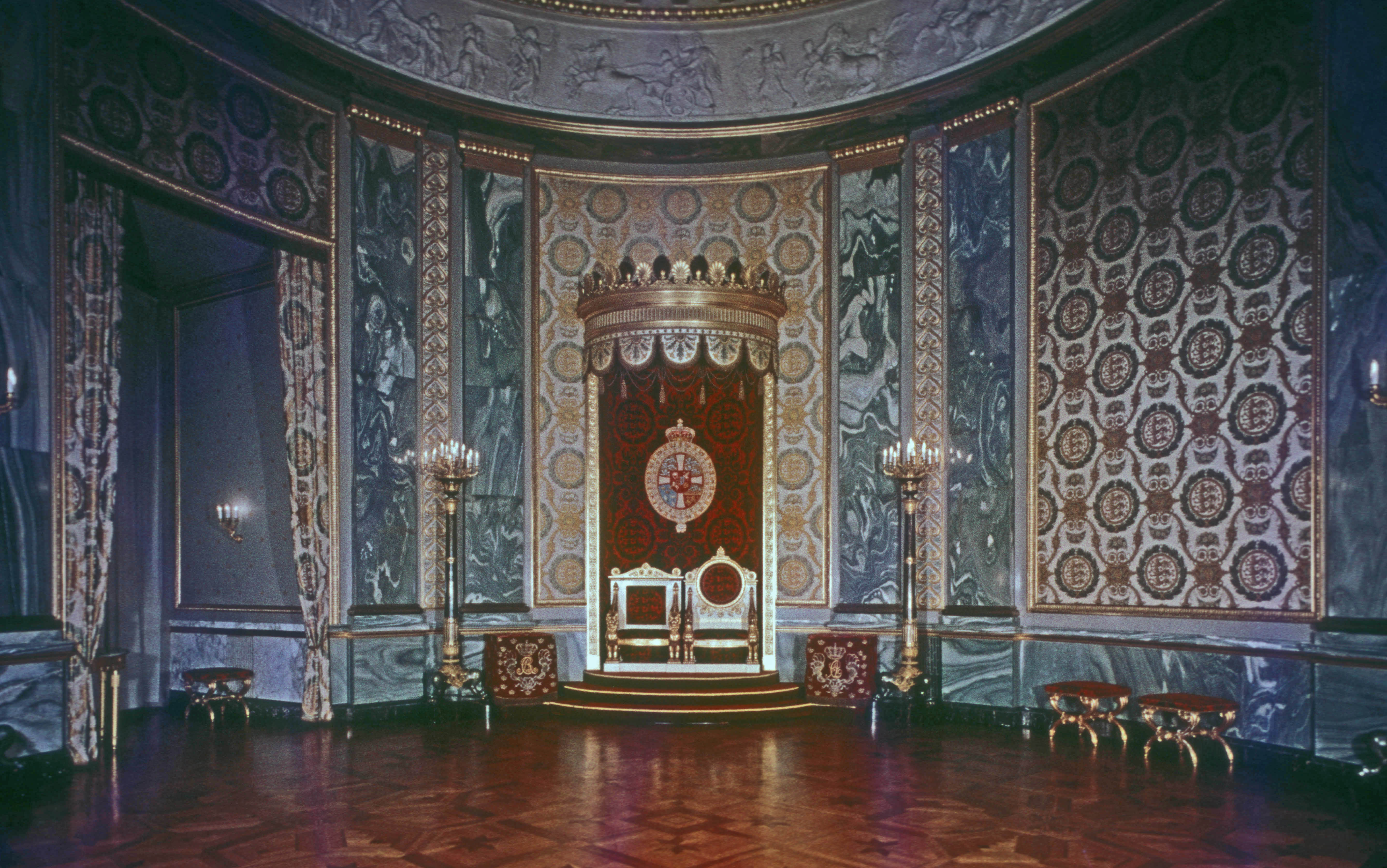
El Salón del Trono del Palacio de Christiansborg es el lugar donde los embajadores extranjeros presentan sus credenciales al Rey.

Según la Constitución danesa, el monarca danés, como jefe de Estado y comandante en jefe de la Defensa danesa, es el titular del poder ejecutivo y, junto con el Folketing, del legislativo. El Monarca tiene la capacidad de negar el asentimiento real a un proyecto de ley, así como de elegir y destituir al Primer Ministro o a cualquier ministro del Gobierno con o sin causa; sin embargo, ningún Monarca ha ejercido estos últimos poderes desde que el Rey Cristián X destituyó al Gobierno el 28 de marzo de 1920, desencadenando la Crisis de Pascua de 1920.
Sin embargo, al leer la Constitución danesa de 1953, es importante tener en cuenta que el uso de la palabra rey, en el contexto del ejercicio de actos de Estado, es entendido por los juristas daneses como el Gobierno (formado por el Primer Ministro y otros ministros). Esto es una consecuencia lógica de los artículos 12, 13 y 14, que en esencia estipulan que los poderes conferidos al monarca sólo pueden ejercerse a través de los ministros, que son responsables de todos los actos, eliminando así cualquier responsabilidad política o jurídica del Monarca.
En la actualidad, el Rey delega gran parte de la autoridad real en los ministros del gobierno, lo que le permite desempeñar el papel ceremonial previsto en la Constitución danesa. El Primer Ministro y el Gabinete asisten a las reuniones periódicas del Consejo de Estado, en las que la Monarca preside y da el visto bueno real a las leyes. El Primer Ministro y el ministro de Asuntos Exteriores informan periódicamente al Rey de los últimos acontecimientos políticos. El Rey recibe visitas oficiales de jefes de Estado extranjeros, realiza visitas de Estado al extranjero, recibe cartas credenciales de embajadores extranjeros y firma las de embajadores daneses. La convención para el nombramiento de un nuevo Primer Ministro tras unas elecciones generales es que, tras consultar con los representantes de los partidos políticos, el Rey invita al líder del partido que cuente con el apoyo del mayor número de escaños en el Folketing a formar gobierno. Una vez formado, el Rey lo nombra formalmente.

### Groenlandia y las Islas Feroe
Groenlandia y las Islas Feroe forman parte del Reino de Dinamarca y, por tanto, su jefe de Estado es también el monarca de Dinamarca, de acuerdo con la Constitución danesa. Tras un referéndum celebrado en Groenlandia en 2009, el Parlamento danés promulgó una nueva ley denominada Ley de Autogobierno de Groenlandia, que, a diferencia de cualquier otro caso de pueblos indígenas en el mundo, reconoce a los groenlandeses como pueblo de acuerdo con el Derecho Internacional y, por tanto, les otorga la capacidad de obtener la soberanía.